# Franciszek Gągor
Franciszek Gągor (8. september 1951 – 10. april 2010) var polsk generelchef i den polske hær mellem 2006 og 2010.
I 1991 blev han ledende officer i det polske militær. I 1993, da han havde rang af oberst blev han leder af de polske væbnede styrkers fredsbevarenhed.
Han var et vigtigt medlem af de polske væbnede styrker ved Polens tiltrædelse i NATO, da han tog sig af den indledende og første runde af NATOs forsvarsplanlægningsproces for Polen.
Han blev forfremmet til brigadegeneral i 1997. Den 27. februar 2006 blev han chef for generalstaben i de polske væbnede styrker. Han blev forfremmet til general kort efter.
Han omkom under et flystyrt den 10. april 2010, hvor bl.a. Polens præsident Lech Kaczyński også omkom.